# Godgest Haavardsson
Godgest Haavardsson (n. 413) fue un caudillo vikingo de Noruega. Era hijo de Haavard den handramme. Heimskringla de Snorri Sturluson le cita como rey de Hålogaland (Håløigkonge). El rey Adils de Svitjod le regaló un corcel al que Godgest gustaba cabalgar y llamaba Cuervo. En una ocasión, cuando estaba cabalgando en una localidad llamada Omd, el corcel salió corriendo inesperadamente y provocó la caída de Godgest, que murió del golpe.